# Erdaojiang (ort i Kina)
Erdaojiang är en ort i Kina. Den ligger i provinsen Jilin, i den nordöstra delen av landet, omkring 250 kilometer söder om provinshuvudstaden Changchun. Antalet invånare är 60 831.
Runt Erdaojiang är det tätbefolkat, med 459 invånare per kvadratkilometer. Närmaste större samhälle är Tonghua, 10,8 km sydväst om Erdaojiang. Runt Erdaojiang är det i huvudsak tätbebyggt.
Genomsnittlig årsnederbörd är 1 123 millimeter. Den regnigaste månaden är juli, med i genomsnitt 335 mm nederbörd, och den torraste är januari, med 11 mm nederbörd.